# オルクン・コクチュ
- オルクン・ケクチュ

オルクン・コクチュ（Orkun Kökçü，2000年12月29日 - ）は、オランダ・ハールレム出身のプロサッカー選手。トルコ代表。SLベンフィカ所属。ポジションはミッドフィールダー。

## 経歴

### クラブ

#### ユース
地元ハールレムのアマチュアクラブでサッカーを始め、その後アイマイデンのアマチュアクラブストロムフォーゴルスに加入した。そこでフローニンゲンにスカウトされ、3年間フローニンゲンの下部組織でプレーした後に2014年にフェイエノールトに移った。
トップタレントの1人と見られていたコクチュは17歳以下でプレーしていた2017年3月20日に16歳で初のプロ契約（2020年まで）を結んだ。2017-18シーズンにはU-19チームに16歳で昇格した。常にスタメンでプレーし、UEFAユース・リーグにも出場して活躍した。

#### フェイエノールト
2018-19シーズンから度々トップチームのトレーニングに参加。2018年9月27日、KNVBカップのVVヘメルト戦で公式戦デビューを果たし、0-2となる得点を挙げた。2018年12月9日にはエメンとのアウェーゲームで前半に負傷したイェンス・トールンストラと交代でエールディヴィジ・デビューを果たし、1アシスト1ゴールを記録し、1-4勝利に貢献して高評価を受けた。17歳と345日でのデビュー戦ゴールはフェイエノールトのクラブ史上2番目の若さである。
2023年9月、それまでチームのキャプテンであったトールンストラがチームを去った影響でフェイエノールトのアルネ・スロット監督によって新たなキャプテンとして指名されると、22歳でキャプテンとしてチームをまとめてフェイエノールトの6シーズンぶりエールディヴィジ制覇に貢献した。

#### ベンフィカ
2023年6月10日、ポルトガルのベンフィカに5年契約で移籍した。

### 代表
2017年から2019年にかけてオランダの世代別代表に選出され、UEFA U-19欧州選手権予選などを戦い、チームのキャプテンを務めることもあった。
2020年9月6日、UEFAネイションズリーグのセルビア戦でトルコ代表として初出場。

## 人物・エピソード
フェイエノールトのテクニカル・ディレクター、マルティン・ファン・ヘールはコクチュについて2017年の契約時に「FWにチャンスを与え、自らゴールを決められるクリエイティブな10番であるなだけでなく、良い走力と良いテクニック、良い視野を備えたダイナックなボックス・トゥ・ボックスプレイヤーでもあるマルチロールなミッドフィールダー」と評している。
フェイエノールト・ユースの指導者、コル・アドリアーンセは「コクチュはとても良い選手。両足を自在に使い、プレーの幅が広い。ボールを持った時に慌てることがない」とコメントしている。ユース代表の監督、マールテン・ステケレンブルフも「コクチュは攻撃的MFだが、実際中盤の全てのポジションでプレーできる。ボールを持っていても持っていなくてもとても才能豊かだし、ハードワークする意欲もある。本当に完璧な選手」と讃えている。
兄のオザンもプロサッカー選手でフローニンゲンとフェイエノールトのユース出身である。

## 個人成績

### クラブ
| 国内大会個人成績 | 国内大会個人成績 | 国内大会個人成績 | 国内大会個人成績 | 国内大会個人成績 | 国内大会個人成績 | 国内大会個人成績 | 国内大会個人成績 | 国内大会個人成績 | 国内大会個人成績 | 国内大会個人成績 | 国内大会個人成績 |
| 年度             | クラブ           | 背番号           | リーグ           | リーグ戦         | リーグ戦         | リーグ杯         | リーグ杯         | オープン杯       | オープン杯       | 期間通算         | 期間通算         |
| 年度             | クラブ           | 背番号           | リーグ           | 出場             | 得点             | 出場             | 得点             | 出場             | 得点             | 出場             | 得点             |
| オランダ         | オランダ         | オランダ         | オランダ         | リーグ戦         | リーグ戦         | リーグ杯         | リーグ杯         | KNVBカップ       | KNVBカップ       | 期間通算         | 期間通算         |
| ---------------- | ---------------- | ---------------- | ---------------- | ---------------- | ---------------- | ---------------- | ---------------- | ---------------- | ---------------- | ---------------- | ---------------- |
| 2018-19          | フェイエノールト | 23               | エールディヴィジ | 11               | 3                | -                | -                | 1                | 1                | 12               | 4                |
| 2019-20          | フェイエノールト | 23               | エールディヴィジ | 22               | 2                | -                | -                | 4                | 0                | 26               | 2                |
| 2020-21          | フェイエノールト | 23               | エールディヴィジ | 22               | 3                | -                | -                | 1                | 0                | 23               | 3                |
| 2021-22          | フェイエノールト | 10               | エールディヴィジ | 32               | 7                | -                | -                | 1                | 0                | 33               | 7                |
| 2022-23          | フェイエノールト | 10               | エールディヴィジ | 32               | 8                | -                | -                | 4                | 1                | 36               | 9                |
| ポルトガル       | ポルトガル       | ポルトガル       | ポルトガル       | リーグ戦         | リーグ戦         | リーグ杯         | リーグ杯         | ポルトガル杯     | ポルトガル杯     | 期間通算         | 期間通算         |
| 2023-24          | ベンフィカ       | 10               | プリメイラ       | 27               | 7                | 2                | 0                | 4                | 0                | 33               | 7                |
| 2024-25          | ベンフィカ       | 10               | プリメイラ       | 33               | 7                | 3                | 0                | 3                | 1                | 39               | 8                |
| 通算             | オランダ         | オランダ         | エールディヴィジ | 119              | 23               | -                | -                | 11               | 2                | 130              | 25               |
| 通算             | ポルトガル       | ポルトガル       | プリメイラ       | 60               | 14               | 5                | 0                | 7                | 1                | 72               | 15               |
| 総通算           | 総通算           | 総通算           | 総通算           | 179              | 37               | 5                | 0                | 18               | 3                | 202              | 40               |

### 代表
| オランダ代表 | 国際Aマッチ | 国際Aマッチ |
| 年           | 出場        | 得点        |
| ------------ | ----------- | ----------- |
| 2020         | 2           | 0           |
| 2021         | 11          | 1           |
| 2022         | 5           | 0           |
| 2023         | 6           | 1           |
| 2024         | 14          | 0           |
| 2025         | 1           | 1           |
| 通算         | 39          | 3           |

## タイトル

### クラブ
フェイエノールト
- エールディヴィジ（2022-23）[5]
- ヨハン・クライフ・スハール（2018）

ベンフィカ
- タッサ・デ・ポルトガル（2024-25）

### 個人
- エールディヴィジ月間最優秀選手（2022年1月, 2022年2月）